# Абдукаимов, Узакбай
Узакба́й Абдукаи́мов (1909—1963) — киргизский советский писатель поэт. Один из первых профессиональных переводчиков в киргизской литературе

## Биография
Родился в крестьянской семье в с. Багыш Когартской долины Андижанского уезда (сейчас Сузакский район Джалал-Абадской области Кыргызстана) Ферганской области Российской империи.
До 1923 года учился в сельской школе-интернате, в 1923 году — в интернате г. Ташкента, в 1924—1925 гг. — в Казах-Киргизском институте просвещения. После национального размежевания республик Средней Азии и Казахстана перевёлся в Киргизский педтехникум во Фрунзе и по его окончании в 1929 году работал директором образцовой школы № 8 во Фрунзе и секретарём журнала «Жаңы маданият жолунда». В 1930 году был направлен сотрудником киргизской секции в «Центриздат народов СССР» в Москве, однако уже в 1931 году был отозван для работы в республику.
- 1931—1933 — заведующий РОНО Джалал-Абадского района
- 1933—1937 — работает в Киргизском НИИ языка, литературы и истории
- 1937—1940 — заведующим литературной частью Киргизского драматического театра
- 1940—1942 — вновь в Киргизском НИИ языка, литературы и истории

С 1942 года воевал на фронтах Великой Отечественной. Был ранен в боях под Великими Луками. В 1943 году был направлен в 1-е Ленинградское Краснознамённое военное пехотное училище имени С. М. Кирова и через год окончил его. В 1944 вступил в ВКП(б). В 1945 в составе 39-й Армии был переброшен в Маньчжурию. Награждён Орденом Красной Звезды, медалью «За трудовое отличие» (01.11.1958) и медалями.
Демобилизовавшись в декабре 1945 года, вернулся в г. Фрунзе, где до 1947 года работал редактором «Киргосиздата», а затем по 1949 г. — литературным консультантом в правлении Союза писателей Киргизии.

## Творчество
В 1928 году в журнале «Жаңы маданият жолунда» были опубликованы его рассказы «На заре» (кирг. Тан) и «На пути к счастью» (кирг. Бакыт жолунда). В 1930-е написал поэму «Студент и студентка» (1934), повесть «Счастье девушки» (кирг. Кыздын таалайы», 1939—40) и рассказы. Также Абдукаимов был составителем школьных хрестоматий по родной литературе. В 1935 году принят в Союз писателей СССР.
Значительным вкладом в киргизскую советскую литературу стал роман «Битва» (кирг. Майдан), первая книга которого издана в 1961, а вторая — в 1966 году, уже после смерти автора. Произведение вобрало в себя фронтовой опыт писателя, что во многом обусловило достоверность и яркость повествования, реалистическую убедительность характеров. В 1972 году роман вышел отдельной книгой на русском языке (перевод В. Рослякова) с предисловием Чингиза Айтматова.
Перевёл на киргизский язык произведения мировой и русской классики: пьесы «Овечий источник» Лопе де Вега, «Жорж Данден, или Одураченный муж» Мольера, «Ревизор» Н. В. Гоголя, драму «Борис Годунов», поэмы и лирические стихотворения А. С. Пушкина, а также «В людях» А. М. Горького, «Молодая гвардия» А. А. Фадеева, комедию «Аршин Мал-Алан» У. Гаджибекова и др.

## Память
- Имя писателя носит Бишкекская средняя школа № 8[3], в которой он в 1929—1930 гг. работал директором, также средняя школа № 8 в Сузакском районе в селе Октябрьское, где он учился сам. (раньше средняя школа Багыш).
- На фасаде дома № 141 на улице Московской г. Бишкек, где жил и работал Узакбай Абдукаимов, установлена мемориальная доска[3].